# Аналипси
Аналипси (грч. Ανάληψη) је насељено место у општини Лагадина у периферији Средишња Македонија, Грчка. Према попису из 2021. године било је 478 становника.
Према бугарском географу и историчару, Василу Канчову, у Аналипсију је 1900. године живело 180 Турака. Године 1924. турско становништво је принудно исељено у Турску а на њихово место су насељене грчке избеглице из Турске. На попису из 1928. године Аналипси је имао 301 становника. Ранији назив села је био Корфалу.